# 后志支厅
後志支廳，為過去位於日本北海道道央地方的支廳。支廳辦公室設於虻田郡俱知安町，已於2010年隨著北海道廢除支廳被改組為後志綜合振興局。

## 歷史
- 1897年11月：
  - 設置小樽支廳，下轄原後志國小樽郡、高島郡、忍路郡、余市郡、古平郡、美國郡、積丹郡。
  - 設置岩內支廳，下轄原後志國古宇郡、岩內郡。
  - 設置壽都支廳，下轄原後志國磯谷郡、歌棄郡、壽都郡、島牧郡。[1]
- 1899年10月： 虻田郡北部之俱知安村（轄區包含現在的京極町和俱知安町）由室蘭支廳（現在的膽振綜合振興局）改隸屬岩內支廳管轄。
- 1910年3月1日：小樽支廳、岩內支廳、壽都支廳整併為新設置的後志支廳，同時虻田郡中部的真狩村（轄區包含現在的真狩村、留壽都村、喜茂別町）、狩太村（現在的二世古町）從室蘭支廳改隸屬後志支廳管轄。
- 2010年4月1日：北海道廢除支廳，改設為後志綜合振興局。

## 行政區域
- 市部：小樽市
- 島牧郡：島牧村
- 壽都郡：壽都町、黑松內町
- 磯谷郡：蘭越町

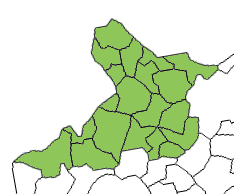
後志支廳行政區域

- 虻田郡：二世古町、喜茂別町、京極町、俱知安町、真狩村、留壽都村
- 岩內郡：共和町、岩內町
- 古宇郡：泊村、神惠內村
- 積丹郡：積丹町
- 古平郡：古平町
- ：仁木町、赤井川村

## 外部連結
- （日語） 後志觀光聯盟 （页面存档备份，存于）